# Carson Strong
Carson Strong (geboren am 14. September 1999 in Vacaville, Kalifornien) ist ein ehemaliger US-amerikanischer American-Football-Spieler auf der Position des Quarterbacks. Er spielte College Football für die University of Nevada, Reno und stand in der National Football League (NFL) bei den Philadelphia Eagles und den Arizona Cardinals unter Vertrag. Zudem spielte Strong 2023 für die Michigan Panthers in der United States Football League (USFL).

## Karriere
Strong besuchte die Will C. Wood High School und spielte dort erfolgreich Football als Quarterback und Basketball. Wegen einer Verletzung an seinem rechten Knie konnte er in seinem letzten Highschooljahr nicht spielen. Ab 2018 ging Strong auf die University of Nevada, Reno und spielt College Football für das Nevada Wolf Pack. Das Stipendienangebot von Nevada war das einzige, das Strong aus der FBS erhalten hatte. Nach einem Jahr als Redshirt setzte er sich in der Vorbereitung auf die Saison 2019 im Duell um die Position als Starting-Quarterback gegen Malik Henry durch. Bei seinem Debüt als Starter gewann Nevada gegen die Purdue Boilermakers, Strong warf drei Touchdownpässe und erzielte 295 Yards Raumgewinn im Passspiel. Im Spiel gegen Purdue erlitt er eine erst Wochen später diagnostizierte Schlüsselbeinverletzung, die ihn in den folgenden Spielen beeinträchtigte. In den nächsten drei Partien warf er fünf Interceptions und keinen Touchdownpass. Gegen die Oregon Ducks kassierte Nevada am zweiten Spieltag eine 6:77-Niederlage. Nach dem vierten Spieltag setzte Strong für zwei Partien aus, um seine Verletzung auszukurieren. Mit acht Touchdownpässen und einer Interception in den verbleibenden fünf Partien konnte er seine Leistung wieder deutlich steigern.
In der Saison 2020 konnte Strong an seine Leistungen aus den letzten Partien der Vorsaison anschließen. Er kam in zehn Spielen auf 2858 Yards Raumgewinn im Passspiel und warf 27 Touchdownpässe bei vier Interceptions. Strong wurde in das All-Star-Team der Mountain West Conference sowie zum Offensive Player of the Year in der Mountain West Conference gewählt. Beide Auszeichnungen gewann Strong auch in der Saison 2021, mit 36 Touchdownpässen stellte er einen neuen Rekord an der University of Nevada auf. Vor dem Bowl Game zum Abschluss der Saison gab Strong seine Anmeldung für den NFL Draft 2022 bekannt.
Da Strong bereits zweimal am Knie operiert worden war, wurde er aufgrund medizinischer Bedenken im Draft nicht ausgewählt, obwohl er als einer der besten Quarterbacks seiner Draftklasse galt. Daraufhin unterschrieb er als Undrafted Free Agent einen Vertrag bei den Philadelphia Eagles. Mit 300.000 US-Dollar erhielt er dabei eine der größten bis dahin vergebenen Garantiesummen für einen ungedrafteten Spieler und damit höheren Garantien, als wenn er spät im Draft ausgewählt worden wäre. Am 29. August 2022 wurde er von den Eagles im Rahmen der Kaderverkleinerung auf 53 Spieler entlassen. Am 13. Dezember 2022 nahmen die Arizona Cardinals Strong nach dem verletzungsbedingten Ausfall ihres Starting-Quarterbacks Kyler Murray für den Practice Squad unter Vertrag, entließen ihn aber bereits eine Woche später wieder.
In der Saison 2023 schloss Strong sich den Michigan Panthers aus der United States Football League (USFL) an und kam dort als Ersatzquarterback zum Einsatz. Er kam in zwei Spielen zum Einsatz, bevor er verletzungsbedingt auf die Injured Reserve List gesetzt wurde. Am 29. Januar 2024 wurde er von den Panthers entlassen. Daraufhin gab Strong seinen Rücktritt vom professionellen Sport aufgrund seiner Knieprobleme bekannt, um zukünftig als Trainer zu arbeiten.

### Statistiken
| Saison | Team   | Spiele | Passing  | Passing | Passing | Passing | Passing | Passing |
| Saison | Team   | Spiele | Comp-Att | Comp%   | Yards   | TD      | INT     | QB Rtg  |
| ------ | ------ | ------ | -------- | ------- | ------- | ------- | ------- | ------- |
| 2018   | Nevada | 1      | 0–0      | 0,0     | 0       | 0       | 0       | 0,0     |
| 2019   | Nevada | 10     | 237–374  | 63,4    | 2335    | 11      | 7       | 121,8   |
| 2020   | Nevada | 9      | 249–355  | 70,1    | 2858    | 27      | 4       | 160,6   |
| 2021   | Nevada | 12     | 367–523  | 70,2    | 4186    | 36      | 8       | 157,1   |
| Gesamt | Gesamt | 32     | 853–1252 | 68,1    | 9379    | 74      | 19      | 147,5   |

Quelle: sports-reference.com